# 刺腹四齒脂鯉
刺腹四齒脂鯉，為輻鰭魚綱脂鯉目脂鯉亞目锯脂鲤科的其中一個種。分布於南美洲馬拉開波湖流域，體長可達28.5公分，棲息在底中層水域，生活習性不明。

## 扩展阅读
維基物種上的相關：刺腹四齒脂鯉